# رياضة الشركة
رياضة الشركات هي أنشطة رياضية منظمة داخل الشركات والفئات المهنية والنقابات والوكالات العامة بهدف تحسين جو العمل. ويشكل شكل التنظيم بديلًا عن العروض المقدمة من خلال اللجنة الأولمبية الدولية العادية واتحاداتها الخاصة. ويمكن لأعضاء رياضة الشركات في بعض الأحيان أن يشاركوا أيضًا في الأحداث الرياضية في إطار تلك الاتحادات الوطنية، على سبيل المثال في بعض الماراثون، ولكن في كثير من الأحيان في فصول منفصلة الخاصة بهم. اللجنة الأولمبية الدولية.
وتشمل الدوافع وراء مجموعات الشركات الرياضية زيادة الصحة والرفاه عن طريق الحفاظ على الاتصالات الاجتماعية، والاستمتاع، والتعافي، وتشجيع التنشيط والنشاط البدني، وتحقيق نتائج جيدة لنفسه أو للفريق، أو اكتساب أداء جيد. ويمكن لرياضة الشركات أن تساعد في التعويض عن الضغوط البدنية والعقلية في الحياة العملية اليومية.

## منظمة
يتم تنظيم رياضة الشركات دولياً من خلال الاتحاد العالمي لرياضة الشركات. تأسست الاتحاد العالمي لرياضة الشركات في 2 يونيو 2014 بعد سلسلة من الاتصالات بين الاتحاد الأوروبي لرياضة الشركات، تأسست عام (1962) ومنظمات رياضة الشركات في آسيا.
وتشمل المنظمات الأعضاء في الاتحاد العالمي لرياضة الشركات ما يلي: النمسا، أذربيجان، بلجيكا، كندا، الصين، الدنمارك، فرنسا، جورجيا، ألمانيا، اليونان، الهند، إسرائيل، إيطاليا، اليابان، لاتفيا، ليتوانيا، المغرب، المكسيك، منغوليا، نيجيريا، النرويج، باكستان، روسيا، صربيا، سلوفينيا، اسبانيا، سويسرا، السويد، وتركيا.

## تأمين
ويختلف الأمر فيما إذا كان يمكن تحميل الاتحادات الرياضية التابعة للشركة المسؤولية عن الحوادث التي تقع أثناء الأحداث الرياضية للشركة. ويمكن للاتحادات الرياضية التابعة للشركة أن توفر التأمين لأعضائها.
وفي بعض الولايات القضائية، كما هو الحال في ألمانيا، يمكن اعتبار الأضرار أثناء رياضة الشركات «حادث عمل» إذا استوفيت شروط معينة.